# Rauna
Rauna è un comune della Lettonia appartenente alla regione storica della Livonia di 4.112 abitanti (dati 2009).

## Località
Il comune è stato istituito nel 2009 ed è formato dalle seguenti località:
- Drusti
- Rauna